# کوان اون بین
کوان اون بین (کره‌ای: 권은빈؛ زادهٔ ۶ ژانویه ۲۰۰۰) که بیشتر با نام اون‌بین شناخته می‌شود، خواننده و بازیگر اهل کره جنوبی است. او در فصل اول پرودوس ۱۰۱ (۲۰۱۶) شرکت کرده‌است. کوان در فوریه ۲۰۱۶ به عنوان عضو گروه سی‌ال‌سی فعالیتش را آغاز کرد.